# Trevor Gagnon
Trevor Michael Gagnon (Thousand Oaks, Califórnia 4 de setembro de 1995) é um ator norte-americano. Mais conhecido por interpretar Ritchie Campbell, filho de Christine Campbell na série The New Adventures of Old Christine.

## Biografia
Trevor é muito precoce, adora conhecer novas pessoas e ser o centro das atenções. Aos seis anos de idade, ele começou a mostrar interesse pela atuação. Então seus pais começaram a contactar agências de talento, pois queriam saber se ele realmente tinha o dom para se tornar um ator. Logo uma das agências assinou contrato com o garoto.
Seu primeiro papel foi num filme da HBO, intitulado Anjos Rebeldes, esse filme é um impressionante drama sobre a luta das mulheres para obtenção da igualdade e da sua vitória com o movimento sufragista da mulher, no início dos anos 1900. Peixe Grande e Suas Histórias Maravilhosas foi a próxima grande oportunidade da carreira. Após um longo processo de audição, ele conseguiu o papel como filho de "Will".
Desde 2003, Trevor faz várias campanhas publicitárias e participou de dois filmes de menor orçamento Loggerheads e Southern Belles. Em fevereiro de 2005, a fim de alavancar sua carreira, os seus dirigentes sugeriram que ele fizesse alguns pilotos. Então, Trevor e sua mãe, viajaram para Hollywood por seis semanas. Durante as primeiras quatro semanas, ele teve audições para muitos tipos diferentes de projetos. Em sua quinta semana, ele conseguiu um papel principal em uma nova série da CBS intitulada The New Adventures of Old Christine, no qual ele desempenha Ritchie Campbell, contracenando com Julia Louis-Dreyfus. Trevor também atua no papel principal como o aventureiro "Nat" no filme de animação em 3D, Os Mosconautas no Mundo da Lua.
Quando não está atuando, Trevor gosta de ler, de jogar basebol, de brincar com seu irmão e os amigos e acampar com sua família.

## Filmografia
| Filmes      | Filmes                              | Filmes                                     | Filmes            |
| Ano         | Título Original                     | Título (Brasil)                            | Papel             |
| ----------- | ----------------------------------- | ------------------------------------------ | ----------------- |
| 2003        | Big Fish                            | Peixe Grande e Suas Histórias Maravilhosas | Filho de Will     |
| 2004        | Iron Jawed Angels                   | Anjos Rebeldes                             | Francis (para TV) |
| 2005        | Loggerheads                         | Loggerheads                                | Julian            |
| 2005        | Southern Belles                     | Southern Belles                            | Atticus           |
| 2008        | Fly Me to the Moon                  | Os Mosconautas no Mundo da Lua             | Nat (voz)         |
| 2009        | Shorts                              | A Pedra Mágica                             | Loogie            |
| 2009        | Hip-Hop Headstrong                  | Hip-Hop Headstrong                         | Billy             |
| Séries      |                                     |                                            |                   |
| Ano         | Título                              | Papel                                      | Episódios         |
| 2007        | Desperate Housewives                | Freddy                                     | 1 episódio        |
| 2008        | Happy Monster Band                  | L.O.                                       | 10 episódios      |
| 2010 / 2006 | The New Adventures of Old Christine | Ritchie Campbell                           | 85 episódios      |

## Prêmios e Indicações
| Prêmios | Prêmios   | Prêmios             | Prêmios               | Prêmios                             |
| Ano     | Resultado | Premiação           | Categoria             | Título                              |
| ------- | --------- | ------------------- | --------------------- | ----------------------------------- |
| 2008    | Indicado  | Young Artist Awards | Melhor Dublagem Jovem | Os Mosconautas no Mundo da Lua      |
| 2008    | Indicado  | Young Artist Awards | Melhor Ator Jovem     | The New Adventures of Old Christine |
| 2010    | Indicado  | Young Artist Awards | Melhor Elenco Jovem   | A Pedra Mágica                      |